# 徐家石室墓群
徐家石室墓群位於四川省宜賓市宜賓縣，文物遺址年代判定為明代至清代。2007年6月1日公佈為四川省第七批文物保護單位。